# Bataille d'El Guettar
Pour les articles homonymes, voir El Guettar.
 (décembre 2017).
Si vous disposez d'ouvrages ou d'articles de référence ou si vous connaissez des sites web de qualité traitant du thème abordé ici, merci de compléter l'article en donnant les références utiles à sa vérifiabilité et en les liant à la section « Notes et références ».
Seconde Guerre mondiale
Batailles
- Course pour Tunis
- Ligne Mareth
- Sidi Bouzid
- Kasserine
- Sejnane
- Ochsenkopf
- Capri
- Ksar Ghilane
- Pugilist
- El Guettar
- Wadi Akarit
- Longstop Hill
- Hill 609
- Vulcan
- Flax
- Retribution
- Strike

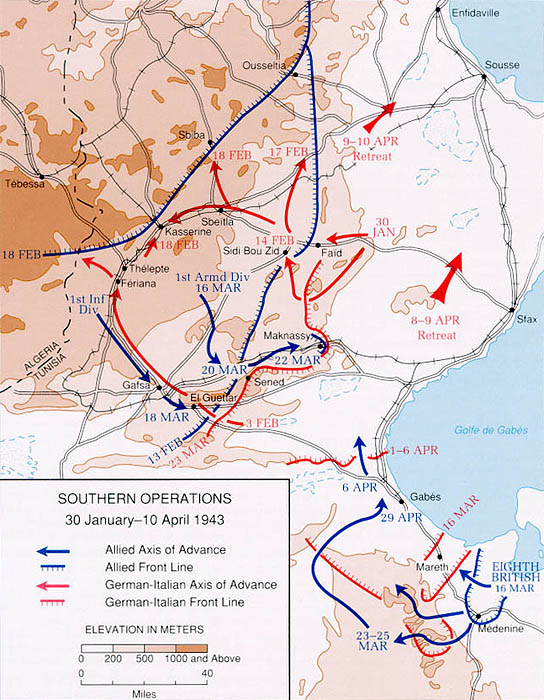

La bataille d'El Guettar est une bataille de la Seconde Guerre mondiale qui s'inscrit dans la campagne de Tunisie.
Elle oppose l'Afrika Korps du général Hans-Jürgen von Arnim et le 2e Corps d'armée américain du général George Patton dans le sud de la Tunisie. Il s'agit de la première bataille au cours de laquelle les forces américaines battent les unités expérimentées de tanks allemands.

## Contexte
Le 2e Corps d'armée américain a été sévèrement repoussé lorsqu'il a rencontré les forces de l'Axe en Tunisie, au cours d'une série de batailles, la pire étant la bataille de Kasserine en février 1943. Erwin Rommel, tout proche d'un succès tactique complet, s'est détourné du combat pour se retrancher derrière la ligne Mareth, ligne défensive tournée vers l'est, lorsqu'il est informé de l'avancée de la 8e armée britannique de Bernard Montgomery. Ainsi, le combat avec les forces américaines reste sans conclusion, même s'il a perdu du terrain et des hommes et qu'il a peu confiance en certains commandants décisifs.
La dernière semaine de janvier 1943, malgré un bombardement massif d'artillerie, le 14e bataillon des Bersagliers italiens de la 131e division blindée Centaure s'est retranché près du djebel Rihana. Harold V. Boyle, un correspondant de guerre irlandais écrivit qu'une deuxième attaque était nécessaire, utilisant grenades et baïonnettes, pour déloger les Italiens.
Le commandement américain réagit à ses revers contre les forces allemandes et italiennes avec une série de changements dans le commandement, la discipline et la tactique. Un changement important fut l'adoption de tactiques d'artillerie plus flexibles. De plus, d'importantes unités sont renforcées plutôt que réparties en plus petites, sans défense, sous le commandement de Lloyd Fredendall, commandant du 2e corps d'armée. La défense aérienne rapprochée a aussi été améliorée mais n'atteint pas des niveaux satisfaisants avant la fin de la guerre.
Le 6 mars 1943, George Patton prit le commandement du 2e corps d'armée américain des mains de Lloyd Fredendall qui l'avait commandé jusque là et durant la bataille de Kasserine. Son premier changement fut d'organiser le Corps en vue d'une offensive en revenant vers la dorsale tunisienne. Si cette offensive aboutissait alors elle menacerait les rangs est des forces de l'Axe défendant la ligne Mareth faisant face à la 8e armée britannique de Bernard Montgomery et finalement rendant leur position intenable. Le style de commandement de Patton était différent de celui de son prédécesseur : on rapporte qu'il avait publié un ordre d'attaque d'une colline qui terminait ainsi : "J'attends de voir tant de victimes parmi les officiers, notamment les officiers d'état-major, pour me convaincre qu'un réel effort a été fait pour prendre cet objectif".
Le 17 mars, la 1reDivision d'infanterie américaine pénétra dans des plaines quasiment abandonnées, prenant la ville de Gafsa et la transformant en future base de ravitaillement pour des opérations à venir. Le 18, le 1er bataillon de Ranger, commandé par le colonel William O. Darby, poussa plus loin et occupa l'oasis d'El Guettar, là encore ne rencontrant qu'une faible résistance. Au contraire, les défenseurs italiens se retirèrent et prirent position dans les collines, bloquant ainsi la passe de Guettar reliant les plaines intérieures au littoral. Les Rangers fondirent sur une position italienne faisant 200 prisonniers la nuit du 20 mars, escaladant une falaise abrupte, pour pouvoir faire passer munitions et matériel.

## Déroulement
L'Afrika Korps au courant des mouvements américains dans le sud, prend la décision de mettre un terme à ce déploiement. Le maréchal Erwin Rommel, appelé à Berlin, donne le commandement de la toute nouvelle Panzerarmee Afrika à von Arnim. Tout comme Rommel, celui-ci considère les troupes américaines comme médiocres et pense qu'une simple démonstration de force permettra de repousser à nouveau les Américains de leurs positions de l'est du massif de la dorsale tunisienne comme cela fut le cas lors de la bataille de Kasserine.
À 6 heures du matin, le 23 mars 1943, cinquante chars de la 10e Panzerdivision débouchent dans la vallée d'El Guettar suivis de l'infanterie et de canons automoteur Marder. Les lignes américaines constituées d'infanterie et de positions d'artillerie sont facilement traversées.
Cependant, la progression allemande est sérieusement ralentie quand elle tombe sur un champ de mines. Alors que les sapeurs commencent à déminer la zone, l'artillerie et les canons antichar américains, dont 31 chasseurs de char M10 Wolverine tout juste arrivés des États-Unis, ouvrent le feu. En une heure, 30 chars de la 10e Panzerdivision sur les cinquante engagés sont hors de combat et, à 9 h 00, les Allemands se retirent de la vallée.
Une seconde attaque a lieu durant l'après-midi, à 16 h 45, après que l'infanterie ait pu se reformer. Mais là encore, l'artillerie américaine désorganise et brise l'attaque, infligeant de lourdes pertes aux troupes allemandes. Se rendant compte que d'autres attaques sont elles aussi vouées à l'échec, une partie de la 10e Panzerdivision aménage des positions dans les collines à l'est de la vallée et le reste se replie vers Gabès.
Le 19 mars, la 8e armée britannique lança son attaque sur la ligne Mareth, au début avec peu de succès.
Au cours de la semaine suivante, les forces américaines ont lentement progressé pour s'emparer du reste des plaines intérieures et établir des lignes traversant la dorsale tunisienne. Les défenses allemandes et italiennes étaient efficaces et les progrès étaient lents et coûteux. Le 23 mars, la 10edivision de blindés attaque le 1er bataillon du 18e régiment d'infanterie de la 1re division d'infanterie du lieutenant-colonel Robert H. York. Les chars allemands pénètrent dans la vallée. Au cours de l'action, les chars d'assaut et les canons automoteurs allemands, ainsi que les troupes allemandes transportant des véhicules et des camions, ont enfoncé le 32e bataillon d'artillerie de campagne et une partie du 5e bataillon d'artillerie de campagne], et le haut commandement italien a rapporté que 40 chars avaient été détruits et 170 soldats alliés avaient été capturées dans "le centre et le sud de la Tunisie".
Le 26 mars, dans le cadre de l'opération Supercharge II, une force britannique envoyée par une voie de contournement intérieure a attaqué le gouffre de Tebaga au nord de la ligne de Mareth. Leur percée a laissé les défenses de Mareth insoutenables. Les forces de l'Axe se sont retirées à environ 40 milles de la nouvelle ligne établie à oued Akarit, au nord de Gabès, par 33 ° 53′3 ″ de latitude nord et 10 ° 5′33 ″ de longitude est. Cela a rendu la position américaine encore plus précieuse, puisque la route passant par El Guettar menait directement à Gabès.
Le 30 mars, les forces américaines étaient en position d’offensive au sud d’El Guettar. Afin de commencer une invasion, les deux points forts italiens d'origine sur les collines 369 34 ° 14′29 ″ N 9 ° 7′16 ″ E et la colline 772 34 ° 12′7 ″ N 8 ° 59′36 ″ E devaient être pris, l'un après l'autre.
Le plan américain comprenait les première et neuvième divisions d’infanterie américaines et un "commandement de combat" (1/3) de la première division blindée américaine, connue collectivement sous le nom de "force Benson". Cette force a attaqué la côte 369 l'après-midi du 30 mars, mais a été victime de mines et de tirs antichars, perdant cinq chars et une compagnie de fusiliers du 2e bataillon du 47e régiment d'infanterie du colonel Edwin H. Randle, forcée de se rendre. Les chars ont été retirés et les 1er et 9e ont encore attaqué le lendemain à 06 h 00, gagnant du terrain et faisant plusieurs centaines de prisonniers. Cependant, une contre-attaque italienne les a chassés de leurs positions nouvellement acquises et à 12 h 45, ils étaient de retour à leur point de départ avec la perte de neuf chars et de deux chasseurs de chars. Une autre tentative le lendemain, le 1er avril, a également échoué, après avoir à peine commencé. Le soldat Emil J. Dedonato se souvient que Patton s'était rendu au poste de commandement du 47e régiment, malheureux que les attaques initiales aient échoué:
Patton était honteux et s'est précipité pour voir le colonel Randle dans sa jeep. Il était évident qu'il n'était pas satisfait des premiers résultats de l'attaque de nuit. Je n'oublierai jamais les instructions du colonel Randle lors de leur déménagement à El Guettar : « Où nous allons, vous n'aurez pas besoin de physique ! »
À ce stade, Patton a reçu l'ordre de lancer la tentative sur la colline 772, alors que celle-ci était toujours sous contrôle italien. La 9e a été déplacée sur la colline 772, laissant la 1re sur la colline 369. Le 3 avril, la 1re avait enfin franchi la colline 369, mais la bataille sur la colline 772 s'est poursuivie. Le commandant italien - le général Messe - a alors appelé à l'appui de la 21e division allemande, ce qui a ralenti les progrès. Le rythme des opérations ralentit et les lignes restent en grande partie statiques. Le 5e régiment de bersagliers du lieutenant-colonel Aldo Ramondi, de la division Centauro, bien que surpassé en nombre 14, avait fait preuve de détermination en défense.

## Conséquences
Le 6 avril, une nouvelle fois, la 8e armée britannique part à l'assaut des lignes de l'Axe à la bataille de Wadi Akarit, ce qui déclenche une retraite complète. Le 7 avril au matin, la Force Benson traverse les positions tenues par les 1re et 9e divisions et foncent sur l'axe libéré El Guettar-Gabès, où elle rencontre le commandement de la 8e armée à 17 h 00. Avec la dernière ligne de défense de l'Axe dans le sud de la Tunisie brisée, les forces restantes s'efforcent de rejoindre les forces de l'Axe au nord. Tunis tomba aux mains des Alliés début mai.